# Leona Kate Vaughan
Leona Kate Vaughan (* 13. Februar 1995 in Caerphilly County Borough) ist eine britische Schauspielerin.

## Leben und Karriere
Vaughan wurde am 13. Februar 1995 in Caerphilly County Borough geboren. Sie besuchte die Mark Jermin Stage School. Ihr Debüt gab sie 2015 in dem Film Bridgend. Von 2013 bis 2017 bekam sie in der Serie Wolfblood – Verwandlung bei Vollmond eine Hauptrolle. Zwischen 2015 und 2017 wurde sie für die Serie Stella gecastet. Außerdem war sie 2017 in einer Folge in Top Class zu sehen. Im selben Jahr spielte sie in der Serie Cops and Monsters mit.

## Filmografie
Filme
- 2015: Bridgend

Serien
- 2013–2017: Wolfblood – Verwandlung bei Vollmond (Wolfblood)
- 2015–2017: Stella
- 2016–2017: Wolfblood Secrets
- 2016–2022: Casualty
- 2017: Cops and Monsters
- 2017: Top Class

## Auszeichnungen

### Nominiert
- 2016: BAFTA Children's Award in der Kategorie „2016 Children's Performer“[4]